# Xou da Xuxa Seis
Xou da Xuxa Seis é o nono álbum de estúdio da artista musical brasileira Xuxa. O seu lançamento ocorreu em 12 de setembro de 1991 pela Som Livre. Parte da coleção Xou da Xuxa, o álbum inclui sucessos como "O Xou da Xuxa Começou", "Quem Sabe Um Dia...", "Bom Dia" e "Hoje é Dia de Folia". Com vendas iniciais de 1 milhão de cópias, totalizando 1,5 milhões, é considerado por boa parte da crítica um dos melhores álbuns da carreira da artista. Em 2025 a Pro-Música Brasil (PMB) auditou a venda de 750 mil exemplares com a emissão de três certificados de platina.

## Produção
O álbum Xou da Xuxa Seis foi produzido por Max Pierre, Michael Sullivan e Paulo Massadas, com a coordenação artística de Marlene Mattos e Xuxa. Ele contém duas regravações: "Não Basta", uma versão em português de um hit de Franco de Vita, e "Bom Dia", que é cover de Chitãozinho e Xororó. A canção "Dança do Paloê" incorpora elementos de uma música tradicional dominicana. Curiosamente, a música "Hoje É Dia de Folia" teve sua segunda estrofe cortada no LP por falta de espaço, e a versão completa só apareceu no CD Xuxa Pérolas (com a duração de 4:19). Algumas faixas, como "Corrente do Amor" e "Tô Aí", foram inicialmente planejadas para este álbum, mas acabaram sendo lançadas em 1993 no álbum Xuxa.  

### Lançamento
O álbum Xou da Xuxa Seis, lançado em 12 de setembro de 1991, vendeu cerca de 1,1 milhão de cópias, sendo o segundo com menos vendas da coleção Xou da Xuxa, mas se tornou o sétimo disco mais vendido da carreira de Xuxa. Após o lançamento em LP e K7, foi disponibilizado em CD, incluindo as versões integrais das músicas e uma canção extra. Em 1992, uma versão cassete foi lançada no Uruguai de forma não autorizada. O álbum foi relançado várias vezes, incluindo em 1994, 1996, 1997, 2006, 2008 e 2013, fazendo parte do box Coleção Xou da Xuxa.

## Turnê
A Xou da Xuxa Seis Tour, também conhecida como Xuxa 91 Tour, foi a quinta turnê de Xuxa, realizada para promover o álbum Xou da Xuxa Seis. A turnê ocorreu em várias cidades do Brasil, como São Paulo, Rio de Janeiro, Porto Alegre e Brasília, além de três cidades na Argentina. Ela começou em 13 de setembro de 1991 e terminou em dezembro do mesmo ano.

## Lista de faixas
Todas as canções produzidas por Max Pierre, Michael Sullivan, e Paulo Massadas.
| Xou da Xuxa Seis – Edição em LP e K7 |                          |                                                                    |         |  |
| N.º                                  | Título                   | Compositor(es)                                                     | Duração |  |
| 1.                                   | "O Xou da Xuxa Começou"  | Dido de Oliveira                                                   | 3:59    |  |
| 2.                                   | "A Dança do Coco"        | Augusto Cezar Carlos Colla                                         | 3:15    |  |
| 3.                                   | "Planeta Terra"          | Carlão                                                             | 4:02    |  |
| 4.                                   | "Quem Sabe Um Dia"       | Torcuato Mariano Claudio Rabello                                   | 4:14    |  |
| 5.                                   | "Bom Dia"                | Mário Marcos                                                       | 4:40    |  |
| 6.                                   | "Não Basta" ("No Basta") | Franco de Vita Biafra (versão)                                     | 4:35    |  |
| 7.                                   | "Hoje É Dia de Folia"    | Nando Cordel                                                       | 3:13    |  |
| 8.                                   | "A Dança do Paloê"       | Fafy Siqueira Sarah P. Benchimol                                   | 4:00    |  |
| 9.                                   | "Novo Planeta"           | Zé Henrique Marcelo Azevedo Marcelo Faria Val Martins Angel Mattos | 4:18    |  |
| 10.                                  | "Fã Nº 1"                | Michael Sullivan Paulo Massadas                                    | 4:02    |  |
| 11.                                  | "Meu Cachorrinho Pimpo"  | Rubens Alexandre                                                   | 3:45    |  |
| 12.                                  | "Nana Caxuxa"            | Moacyr Franco                                                      | 4:26    |  |
| Duração total:                       | Duração total:           | Duração total:                                                     | 48:29   |  |

| Xou da Xuxa Seis – Edição em CD |                          |                                                                    |         |  |
| N.º                             | Título                   | Compositor(es)                                                     | Duração |  |
| 1.                              | "O Xou da Xuxa Começou"  | Dido de Oliveira                                                   | 4:15    |  |
| 2.                              | "A Dança do Coco"        | Augusto Cezar Carlos Colla                                         | 3:15    |  |
| 3.                              | "Planeta Terra"          | Carlão                                                             | 4:19    |  |
| 4.                              | "Quem Sabe Um Dia"       | Torcuato Mariano Claudio Rabello                                   | 4:15    |  |
| 5.                              | "Bom Dia"                | Mário Marcos                                                       | 4:52    |  |
| 6.                              | "Não Basta" ("No Basta") | Franco de Vita Biafra (versão)                                     | 4:37    |  |
| 7.                              | "Xuxa Café"              | Ed Wilson Carlos Pedro                                             | 3:40    |  |
| 8.                              | "Hoje É Dia de Folia"    | Nando Cordel                                                       | 4:18    |  |
| 9.                              | "A Dança do Paloê"       | Fafy Siqueira Sarah P. Benchimol                                   | 4:15    |  |
| 10.                             | "Novo Planeta"           | Zé Henrique Marcelo Azevedo Marcelo Faria Val Martins Angel Mattos | 4:33    |  |
| 11.                             | "Fã Nº 1"                | Michael Sullivan Paulo Massadas                                    | 4:13    |  |
| 12.                             | "Meu Cachorrinho Pimpo"  | Rubens Alexandre                                                   | 4:02    |  |
| 13.                             | "Nana Caxuxa"            | Moacyr Franco                                                      | 4:29    |  |
| Duração total:                  | Duração total:           | Duração total:                                                     | 55:03   |  |

## Créditos
- Produzido por: Max Pierre, Michael Sullivan e Paulo Massadas
- Coordenação Artística: Marlene Mattos e Xuxa Meneghel
- Técnico de Gravação: Jorge 'Gordo' Guimarães (bases e teclados), Luiz G. D' Orey
- Mixagem: Jorge 'Gordo' Guimarães
- Fotos: Paulo Rocha
- Arregimentação: Jorge 'Jorginho' Corrêa
- Ilustração (encarte): Reinaldo Waisman
- Edição de tape: Jorge 'Gordo' Guimarães
- Figurinista: Sandra Bandeira
- Gravado nos estúdios: Som Livre (Rio de Janeiro)
- Cabelo: Márcia Elias, Músico: Roberto Fernandes
- Assistentes de Estúdio e Mixagem: Cezar Barbosa, Ivan Carvalho, Roberta Rodrigues, *Julio Carneiro, Claudio Oliveira e Sergio Roch